# Uranotaenia unguiculata
Uranotaenia unguiculata är en tvåvingeart som beskrevs av Edwards 1913. Uranotaenia unguiculata ingår i släktet Uranotaenia och familjen stickmyggor. Inga underarter finns listade i Catalogue of Life.